# Païssios du Mont Athos
Pour les articles homonymes, voir Païsios.
Saint Païssios du Mont Athos (en grec moderne : Άγιος Παΐσιος ὁ Ἁγιορείτης), né Arsenios Eznepidis (1924–1994), est un saint et un célèbre ascète orthodoxe du Mont Athos, né à Pharasa en Cappadoce et mort à Souroti, en Grèce. 
Saint Païssios est reconnu par les orthodoxes pour ses conseils spirituels et sa vie ascétique. Il est canonisé en 2015 par le Patriarcat œcuménique et de nombreuses personnes dans le monde, surtout en Grèce et en Russie, le vénèrent beaucoup.

## Biographie
Arsenios Eznepidis est né le 25 juillet 1924, à Pharasa (Çamlıca), en Cappadoce dans une famille très pieuse de dix enfants ; son père, Prodromos Théodosiou, le maire du village, dut changer de nom pour échapper aux persécutions des Turcs et prit le nom d'Eznépidis. Sa mère, Evlogia Frangkopoulou, était apparentée à saint Arsène de Cappadoce. Le nom d'Arsénios a été donné à l'enfant par saint Arsène en personne, qui l'a baptisé en le nommant selon son propre patronyme et en prédisant son avenir monastique. Après le Traité de Lausanne (1923) et l’échange de population entre la Grèce et la Turquie, les Grecs d’Asie mineure sont déracinés : la famille Eznepidis prend le chemin de l’exil et s'installe à Kónitsa, en Épire. Arsène grandit là-bas et à la fin de l'école primaire, il apprend la menuiserie pour exercer la même profession que le Christ. À l’âge de quinze ans, il a une vision du Christ et se prépare dès lors à une vie monastique par la pratique du jeûne et de l’hésychia, la lecture du synaxaire et la recherche d’un père spirituel, tout en distribuant son salaire en aumônes pour les enfants pauvres.
Pendant la guerre civile en Grèce, Arsène a servi d'opérateur radio. En 1950, après avoir accompli son service militaire, il se rend au mont Athos mais doit rapidement revenir à Kónitsa pour des raisons familiales. Trois ans plus tard, en mars 1953, il se retire définitivement au Mont Athos, d'abord auprès du père Cyrille, le futur abbé du monastère de Koutloumousiou, puis au monastère d'Esphigmenou (bien qu'il ne soutînt pas leur opposition ultérieure au patriarcat œcuménique).
Arsenios, novice depuis quatre ans, est tonsuré comme moine du premier degré et revêt le manteau à larges manches de la consécration le 27 mars 1954 ; il reçoit le nom d'Averkios.

## Œuvres
La plupart des écrits de saint Païssios ont été publiés en français ; ils ont aussi été traduits dans une dizaine de langues.
- Le vénérable Georges (Hadji-Georgis), Moine du mont Athos (1809-1886), 2007 (1re éd. 1996) (ASIN B00393NJVC)
- Saint Arsène de Cappadoce, Thessalonique, Monastère saint-Jean le Théologien Souroti, 1996 (ASIN B078SVVQW2)
- Fleurs du Jardin de la Mère de Dieu, 1998 (ASIN B00FH4FK4A)
- Lettres, Thessalonique, Monastère saint-Jean le Théologien Souroti, 2006 (ASIN B078SS5MJ1)